# Mirza Ghasemi

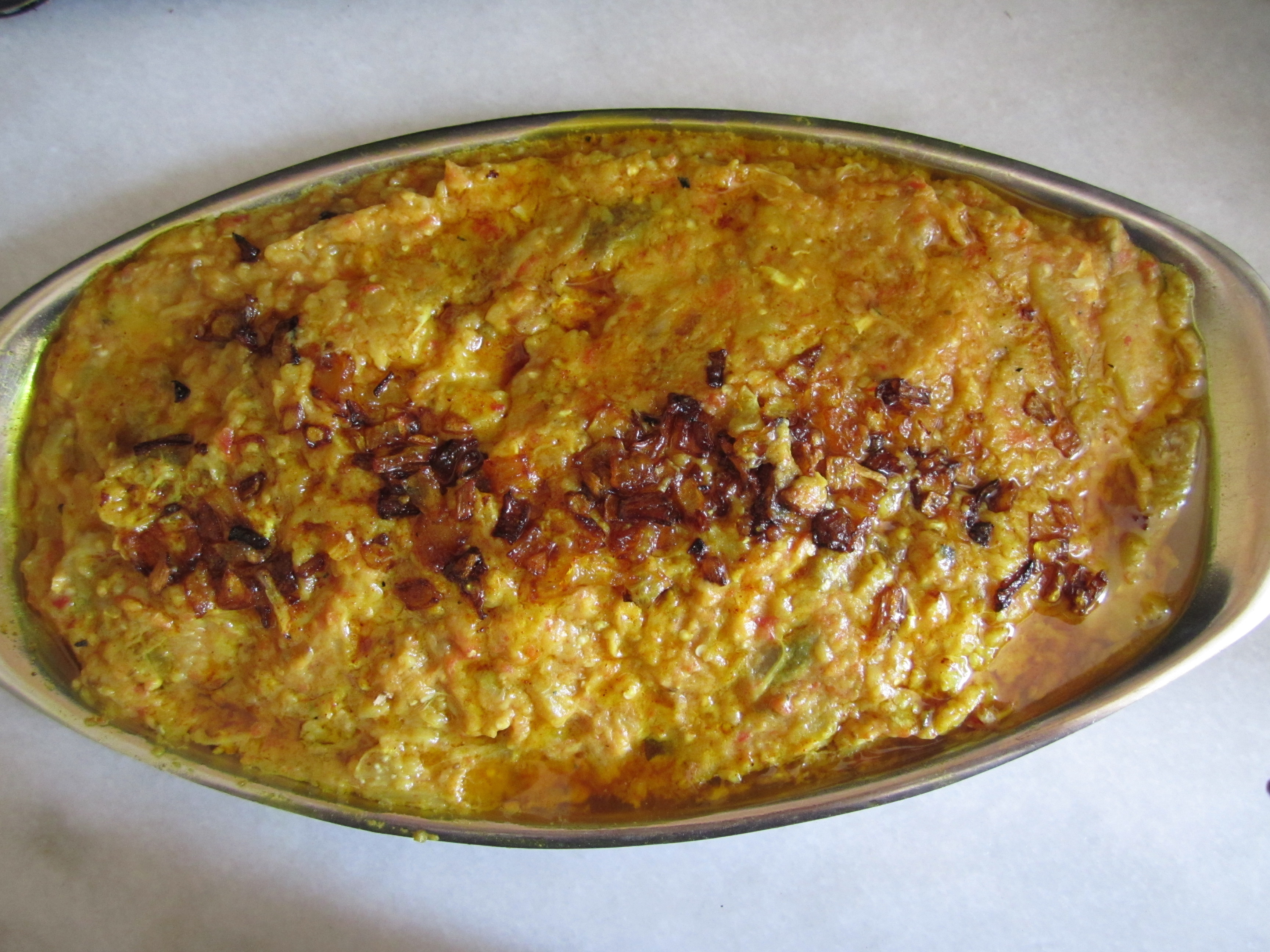
Mirza Ghasemi

Mirza Ghasemi (auch: Mirzā-Ghāsemi, persisch میرزاقاسمی) ist eine nordiranische Vorspeise auf Auberginenbasis. Die Auberginen werden, speziell in der Region um das Kaspische Meer, im Tandur gebacken oder gegrillt. Originär aus Gilan stammend, wird es vornehmlich in Mazandaran und Golestan zubereitet.
Das aus den Schalen herausgelöste Auberginenmus wird mit Knoblauch, Tomaten, Kurkuma, Fett (wie Öl), Salz, Pfeffer und Eiern vermengt. Dazu werden Brot (Nān) und/oder Reis gereicht.
Eine Variante, die mit Zucchini statt Aubergine zubereitet wird, nennt sich Kadoo (Mirza) Ghasemi.